# Albert Richardtson
Albert Richard Richardtson, född Hindström 5 februari 1882 i Stockholm i Sverige, död 1947 i Åbo i Finland, var en finländsk arkitekt. 
Albert Richardtson växte upp i Stockholm och flyttade till Finland, där han fick medborgarskap 1906. Han examinerades som arkitekt 1907 på Polytekniska institutet i Helsingfors. År 1909 grundade han ett eget arkitektkontor i Åbo. Han var ledamot av Åbo stadsfullmäktige. Han var Pargas Kalkbergs AB:s arkitekt och har satt sin prägel på bebyggelsen i Pargas. 
Han var gift med arkitekten Elsa Richardtson och far till Lillevi Richardtson och Holger Richardtson.

## Verk i urval
- Porthanskolan i Torneå, 1910 (tillsammans med Albert Holmström)
- Pargas svenska föreningshus, Pargas 1924 (nedbrunnet)
- Martinskyrkans församlingshem, 1932
- Vattentorn i Åbo, 1941 (tillsammans med Erik Bryggman)
- Arbetarkasernen Pajbacka VI i Pargas, 1947[1]

## Bildgalleri

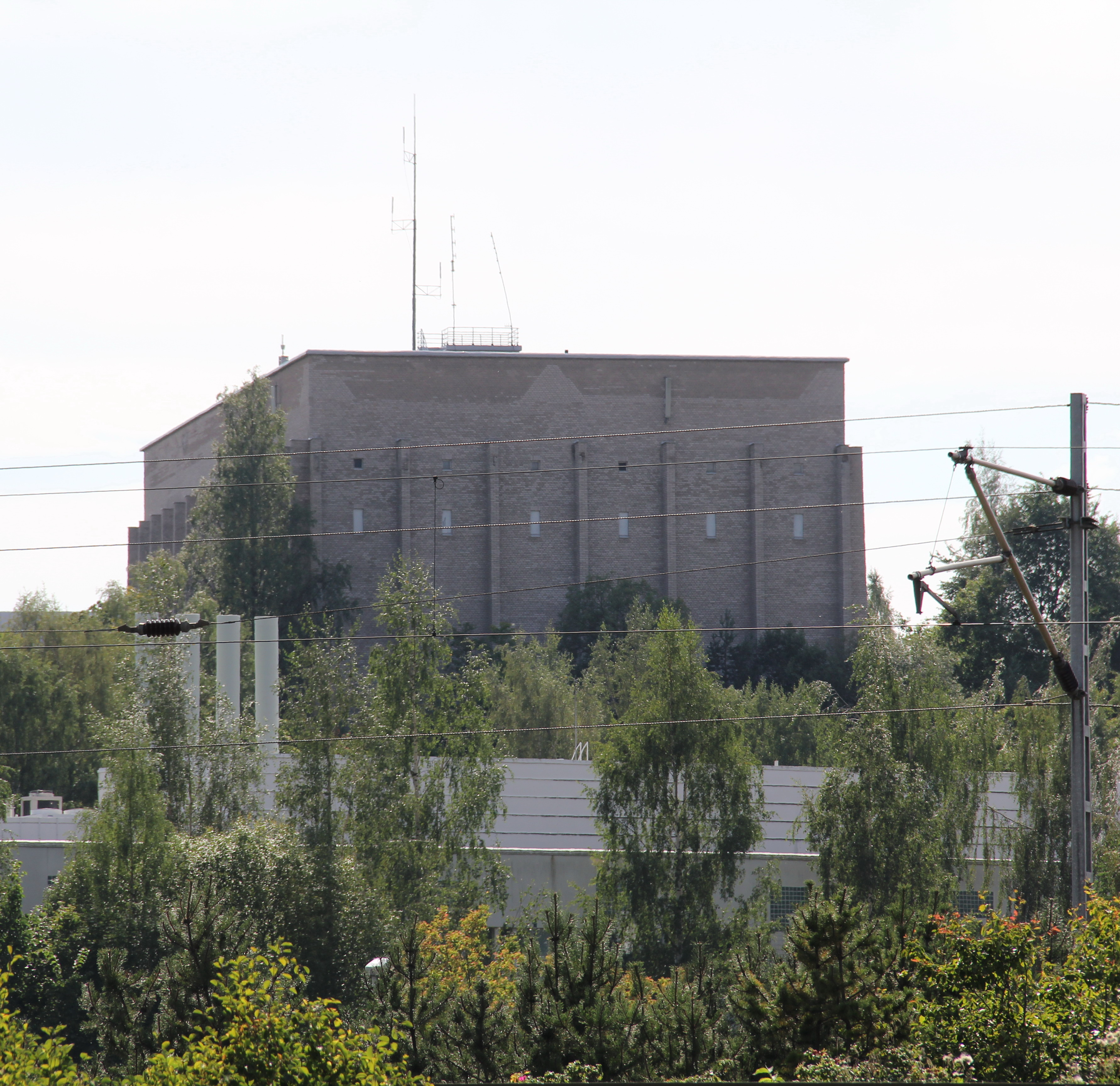
Vattentorn i Åbo
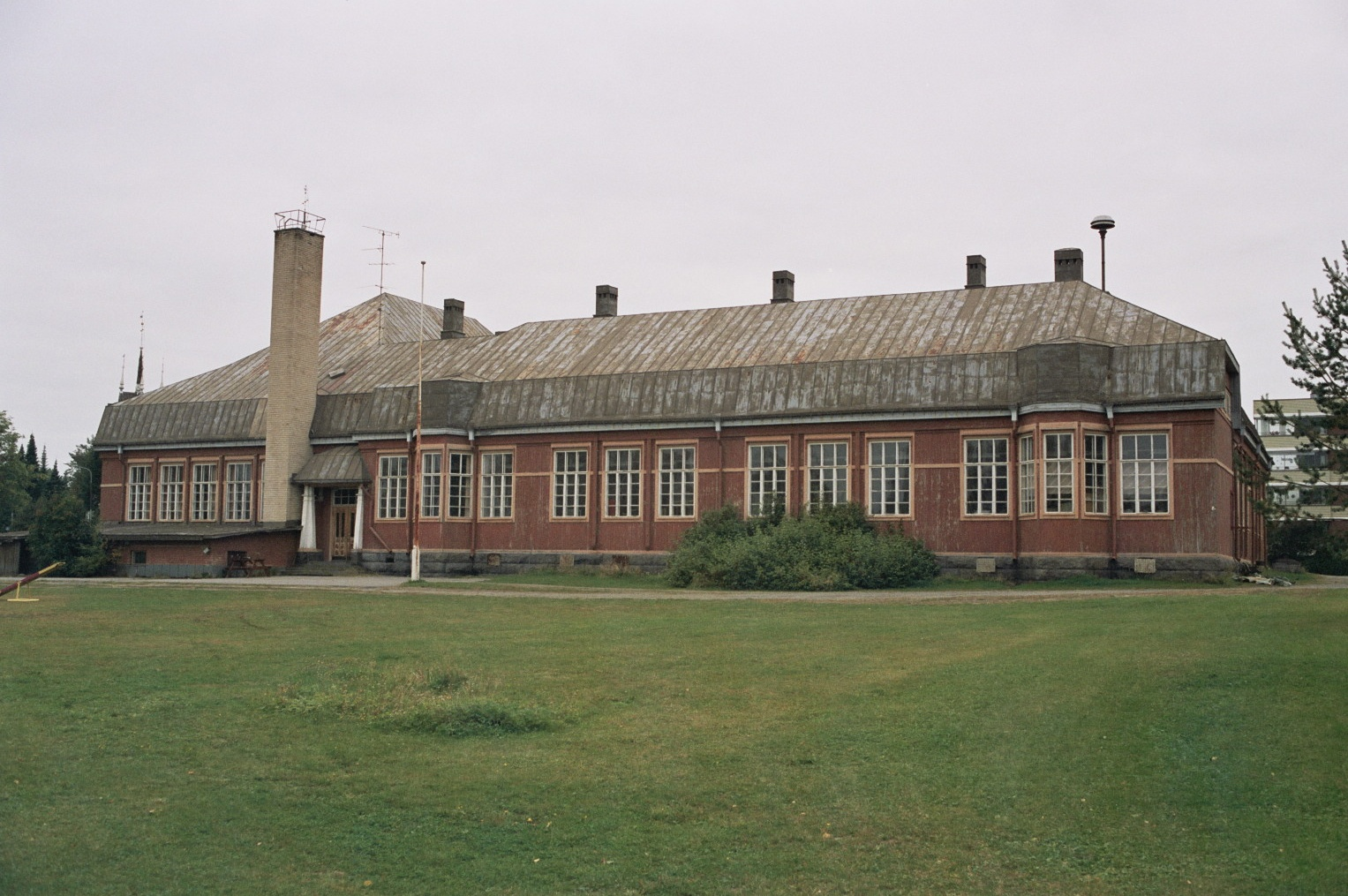
Porthanskolan i Torneå, 1910